# 20D/Westphal
Pour les articles homonymes, voir Westphal.
20D/Westphal est une comète périodique du Système solaire, découverte par l'astronome allemand Justus Georg Westphal (Göttingen en Allemagne) le 24 juillet 1852.
Elle fut découverte indépendamment par l'astronome américain Christian Heinrich Friedrich Peters (Constantinople) le 9 août 1852.
Elle fut vue pour la dernière fois entre le 27 septembre et le 26 novembre 1913, tout d'abord par Pablo T. Delavan (observatoire de La Plata) puis par d'autres astronomes. Son retour était prévu en 1976 mais elle ne fut pas retrouvée, et elle maintenant classée comme comète perdue.

## Tableau récapitulatif des périhélies et observations
Mis à jour le 5 août 2023.
| Périhélie | Observation |
| --- | ----------- |
| 13 octobre 1852 | 20D/1852 O1 |
| 26 novembre 1913 | 20D/1913 S1 |
| 3 janvier 1976 |             |
| 4 mai 2038 |             |
| Légende : - découverte - observée, post-découverte - observée, pré-découverte - non observée, post-découverte - non observée, pré-découverte - retour futur |             |